# I Think My Older Brother Used to Listen to Lagwagon
I Think My Older Brother Used to Listen to Lagwagon è il terzo EP della band californiana Lagwagon (considerando anche il singolo di Tragic Vision). L'Ep non solo segue Resolve cronologicamente ma ne è realmente il continuo: Resolve rappresentava gli stati d'animo della band dopo la morte di Derrick, questo nuovo li rappresenta a distanza di 3 anni. Il tema è sempre Derrick tanto che nella setlist è stata inserita anche Fallen, precedentemente esclusa da Resolve, la canzone è stata quasi interamente registrata nuovamente, solo la voce è rimasta la stessa dell'originale. Ben tre tracce sono state inserite nell'album Bridge di Joey Cape per il quale sono state originariamente scritte. Tutti gli artwork sono stati realizzati dal bassista Jesse, grafico per una nota azienda di caffè di "Santa Barbara". Le tracce sono state presentate in anteprima nel tour europeo tra giugno e luglio 2008. Lo stile seppur sia in parte molto simile a quello utilizzato in Resolve, presenta forti differenze con il solito sound dei Lagwagon; non mancano le fasi "telefoniche" tipiche dei Bad Astronaut e dei Lagwagon di Double Plaidinum.

## Tracce
1. B side – 2:58
2. No Little Pill – 2:31
3. Errands – 3:05
4. Memoirs and Landmines – 1:55
5. Fallen – 2:56
6. Live It Down – 3:43
7. Mission Unaccomplished – 1:56

## Formazione
- Joey Cape - voce, chitarra
- Chris Flippin - chitarra
- Jesse Buglione - basso
- Dave Raun - batteria
- Chris Rest - voce, chitarra